# Journée mondiale du théâtre
La Journée mondiale du théâtre, organisée par l'Institut international du théâtre, est célébrée pour la première fois le 27 mars 1962, date de l'ouverture de la saison « Théâtre des Nations »[Quoi ?] à Paris.
C'est un événement annuel célébré le 27 mars pour la promotion des arts de la scène en vue de rappeler au monde l’importance du théâtre et son potentiel non réalisé.

## Objectifs
La célébration de la Journée mondiale du théâtre a plusieurs objectifs :
- encourager les échanges internationaux dans le domaine de la connaissance et de la pratique des arts de la scène
- stimuler la création et élargir la coopération entre les gens de théâtre
- sensibiliser l'opinion publique à la prise en considération de la création artistique dans le domaine du développement
- profiter de la forme artistique pour son propre bien
- partager avec les peuples la vision de l'art et la façon dont il peut contribuer à la compréhension et à la paix entre les peuples.